# 第66回菊花賞
第66回菊花賞（だい66かいきっかしょう）は、2005年10月23日に京都競馬場で施行された競馬競走である。ディープインパクトが皐月賞、東京優駿（日本ダービー）に続き優勝し、無敗でクラシック三冠を達成した。

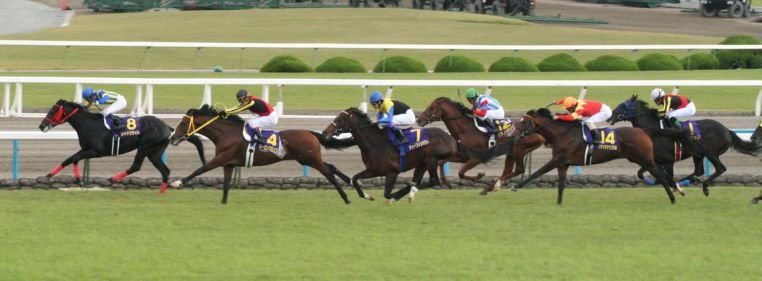
2005年菊花賞・最後の直線

## レース施行時の状況
同年の牡馬クラシックはディープインパクトが皐月賞、東京優駿（日本ダービー）に無敗で優勝した。そして同馬は菊花賞まで無敗を保ち、無敗のクラシック三冠が達成されるかが注目されていた。同馬はトライアル競走である神戸新聞杯を快勝し、三冠への期待が大きく高まったことで単勝1.0倍の圧倒的1番人気に支持された。
同馬の対抗馬には東京優駿3着の後、神戸新聞杯2着のシックスセンス、神戸新聞杯3着のローゼンクロイツ、東京優駿4着のアドマイヤフジなどが挙げられたが、2番人気のシックスセンスでも単勝20倍が限界であり、ディープインパクトの人気は絶大なものであった。
また、東京優駿において2着に入ったインティライミは有力候補として注目されていたが、故障（裂蹄）を発症し、菊花賞出走を断念した。

### トライアルの結果
第53回神戸新聞杯
| 着順 | 競走馬名           | 性齢 | 騎手     | タイム | 着差     |
| ---- | ------------------ | ---- | -------- | ------ | -------- |
| 1    | ディープインパクト | 牡3  | 武豊     | 1.58.4 |          |
| 2    | シックスセンス     | 牡3  | 上村洋行 | 1.58.8 | 2馬身1/2 |
| 3    | ローゼンクロイツ   | 牡3  | 安藤勝己 | 1.58.9 | 3/4馬身  |

第59回セントライト記念
| 着順 | 競走馬名           | 性齢 | 騎手     | タイム | 着差    |
| ---- | ------------------ | ---- | -------- | ------ | ------- |
| 1    | キングストレイル   | 牡3  | 北村宏司 | 2.11.8 |         |
| 2    | フサイチアウステル | 牡3  | 安藤勝己 | 2.11.8 | クビ    |
| 3    | ピサノパテック     | 牡3  | 田中勝春 | 2.11.9 | 1/2馬身 |

## 出走馬と枠順
インティライミが故障で回避、キングストレイル、ストーミーカフェが天皇賞（秋）へ出走し、更に、例年では多く出走する条件馬も出走を避けた事もあり、クラシック競走である菊花賞は4年ぶりにフルゲートを割り、16頭立てで行われるという状況となった。
| 枠番 | 馬番 | 競走馬名           | 性齢 | 騎手     | オッズ        | 調教師     |
| ---- | ---- | ------------------ | ---- | -------- | ------------- | ---------- |
| 1    | 1    | コンラッド         | 牡3  | 小牧太   | 60.5（7人）   | 手塚貴久   |
| 1    | 2    | ヤマトスプリンター | 牡3  | 池添謙一 | 111.1（10人） | 安達昭夫   |
| 2    | 3    | ミツワスカイハイ   | 牡3  | 渡辺薫彦 | 161.3（15人） | 佐山優     |
| 2    | 4    | ローゼンクロイツ   | 牡3  | 安藤勝己 | 25.3（3人）   | 橋口弘次郎 |
| 3    | 5    | アドマイヤフジ     | 牡3  | 福永祐一 | 30.2（4人）   | 橋田満     |
| 3    | 6    | アドマイヤジャパン | 牡3  | 横山典弘 | 50.3（6人）   | 松田博資   |
| 4    | 7    | ディープインパクト | 牡3  | 武豊     | 1.0（1人）    | 池江泰郎   |
| 4    | 8    | シャドウゲイト     | 牡3  | 佐藤哲三 | 77.1（9人）   | 加藤征弘   |
| 5    | 9    | エイシンサリヴァン | 牡3  | 吉田豊   | 161.8（16人） | 大久保洋吉 |
| 5    | 10   | レットバトラー     | 牡3  | 幸英明   | 151.9（14人） | 瀬戸口勉   |
| 6    | 11   | シックスセンス     | 牡3  | 四位洋文 | 20.7（2人）   | 長浜博之   |
| 6    | 12   | ピサノパテック     | 牡3  | 岩田康誠 | 75.0（8人）   | 藤沢和雄   |
| 7    | 13   | ディーエスハリアー | 牡3  | 石橋脩   | 125.9（12人） | 柴田政人   |
| 7    | 14   | フサイチアウステル | 牡3  | 藤田伸二 | 32.9（5人）   | 池江泰郎   |
| 8    | 15   | マルブツライト     | 牡3  | 松岡正海 | 114.1（11人） | 大久保正陽 |
| 8    | 16   | マルカジーク       | 牡3  | 角田晃一 | 144.8（13人） | 北橋修二   |

## レース展開

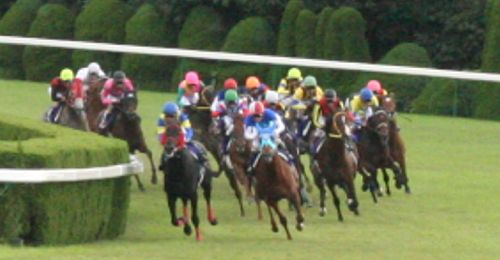
2005年菊花賞・2周目4コーナーカーブの攻防

ディープインパクトはこれまでに無い好スタートを切るが、1周目の坂からかかり始めた。直線で内へ入ると落ち着き、ローゼンクロイツ、シックスセンス、アドマイヤフジらがいる中団付近に位置した。一方、前はシャドウゲイトとアドマイヤジャパンが先行集団を大きく引き離して逃げた。そして、最終コーナーから直線に向く辺りでアドマイヤジャパンが先頭に立ったが、ディープインパクトはまだ動かず、残り400mを切った所から追い込むと、道中では10馬身以上も差があったアドマイヤジャパンを一気に差し切り、2馬身の差をつけて優勝した。また、勝利したディープインパクトの上がり3ハロンのタイムである33.3秒は全出走馬の中でも突出していた（2番目に早いのがシックスセンスの34.2秒）。

## レース結果

### 全着順
| 着順 | 枠番 | 馬番 | 競走馬名           | タイム | 着差     |
| ---- | ---- | ---- | ------------------ | ------ | -------- |
| 1    | 4    | 7    | ディープインパクト | 3.04.6 |          |
| 2    | 3    | 6    | アドマイヤジャパン | 3.04.9 | 2馬身    |
| 3    | 2    | 4    | ローゼンクロイツ   | 3.05.6 | 4馬身    |
| 4    | 6    | 11   | シックスセンス     | 3.05.7 | 1/2馬身  |
| 5    | 7    | 14   | フサイチアウステル | 3.06.0 | 2馬身    |
| 6    | 3    | 5    | アドマイヤフジ     | 3.06.9 | 5馬身    |
| 7    | 1    | 1    | コンラッド         | 3.07.3 | 2馬身1/2 |
| 8    | 8    | 15   | マルブツライト     | 3.07.3 | ハナ     |
| 9    | 5    | 9    | エイシンサリヴァン | 3.07.4 | 3/4馬身  |
| 10   | 2    | 3    | ミツワハイスカイ   | 3.07.5 | クビ     |
| 11   | 6    | 12   | ピサノパテック     | 3.07.7 | 1馬身1/2 |
| 12   | 1    | 2    | ヤマトスプリンター | 3.07.8 | 1/2馬身  |
| 13   | 8    | 16   | マルカジーク       | 3.08.6 | 5馬身    |
| 14   | 7    | 13   | ディーエスハリアー | 3.09.2 | 3馬身1/2 |
| 15   | 4    | 8    | シャドウゲイト     | 3.09.6 | 2馬身1/2 |
| 16   | 5    | 10   | レットバトラー     | 3.09.8 | 1馬身    |

### データ
| 1000m通過タイム     | 60.9秒  |
| 2000m通過タイム     | 2分4秒3 |
| 上がり4ハロン       | 47.8秒  |
| 上がり3ハロン       | 35.7秒  |
| 優勝馬上がり3ハロン | 33.3秒  |

### 払戻金
| 単勝式 | 7     | 100円  |
| 複勝式 | 7     | 100円  |
| 複勝式 | 6     | 400円  |
| 複勝式 | 4     | 190円  |
| 枠連   | 3-4   | 410円  |
| 馬連   | 6-7   | 1290円 |
| ワイド | 6-7   | 620円  |
| ワイド | 4-7   | 230円  |
| ワイド | 4-6   | 1720円 |
| 馬単   | 7-6   | 1320円 |
| 3連複  | 4-6-7 | 2730円 |
| 3連単  | 7-6-4 | 7090円 |

## 達成された記録
- 優勝馬ディープインパクトはセントライト（1941年）、シンザン（1964年）、ミスターシービー（1983年）、シンボリルドルフ（1984年）、ナリタブライアン（1994年）に次ぐ、史上6頭目の牡馬クラシック三冠を達成。
  - ディープインパクト（7戦7勝）の無敗での三冠達成はシンボリルドルフ（8戦8勝）に次いで21年ぶり史上2度目。
- 無敗で菊花賞制覇はクリフジ（8戦8勝）、シンボリルドルフに次いで史上3頭目。
  - 無敗のままGⅠ3勝はシンボリルドルフ・ミホノブルボンに次いで13年ぶり史上3頭目[1]。
- 武豊はGI通算50勝目の節目の勝利を挙げた。
- この日の京都競馬場の入場者数は13万6701人を記録し、菊花賞での最多記録となり、同競馬場での入場者記録としても史上2位の記録である。
- 本競走においてのディープインパクトの単勝支持率は79.03%であり、この支持率は菊花賞としては1963年のメイズイ（6着）の83.2%に次ぐ史上2位となった。また、菊花賞優勝馬、またグレード制導入以後の重賞としては1943年のクリフジの75%を超える、史上最高支持率となった（グレード制導入以後の重賞の単勝支持率については2011年にチューリップ賞でレーヴディソールが81.4%を記録し塗り替えている[2]）。
- 更に単勝の配当は100円元返しで、GI級競走での元返しは1965年の天皇賞（秋）を優勝したシンザン以来、40年ぶりの記録となった。また、全ての馬券において、ディープインパクトが絡んでいる馬券は、売り上げの89%を超えた。（なお、単勝配当と単勝支持率の話は2008年に『JRAプラス10』の制度ができた以降のJRA公式サイトの案内ページで「喩え」として紹介されている[3]）
- ディープインパクトの上がり3F33秒3は、第57回優勝馬ダンスインザダーク・第60回2着馬テイエムオペラオーの33秒8を更新する同レース最速記録となった（2024年現在）
- 池江泰郎は15年ぶりの菊花賞優勝となったが、これは二分久男(17年間)に次いで同レース史上2番目のブランク制覇となっている（2024年現在）

## レースにまつわるエピソード
- ディープインパクトはスタート直後に鞍上の武豊との折り合いを欠き、仕方なく武豊は強引に馬込みの中にディープインパクトを入れ、敢えて行き場を無くした。しかし、この行為は前の馬に急接近する可能性もあり、危険な策ではあったが、武豊は「外に出すと本当にディープインパクトが前に行くかもしれないので、半分賭けでインにいれた」と語っている。また、ディープインパクトが折り合いを欠いた原因は、いつも3コーナーから4コーナーにかけてスパートをかけることを覚えているために、1周目のゴール板を正規のゴールと勘違いしてしまったからだと武豊は証言している。
- ディープインパクトはパドックから本馬場に向かう際、興奮しないように他の馬と一緒に行くことを避け、最後に馬場入りした。
- 当日のFNS系列の競馬中継も超豪華に放送され、本来ならば放映権、制作を担当する西の関西テレビの競馬中継番組のドリーム競馬に加えて、東のフジテレビの競馬中継番組のスーパー競馬が制作に名乗りを挙げ、その結果夢のコラボレーションが実現。スーパードリーム競馬・第66回菊花賞実況中継として放送された（ドリーム競馬の司会宮川一郎太とスーパー競馬の司会福原直英が親しい友人関係であり2人の発案から決まった。）。スタジオは第1コーナーの付近の建物の屋上にてオープン型に設定。司会は宮川一朗太と福原直英アナウンサーが務め、解説には杉本清、井崎脩五郎、岡部幸雄が、リポーターには水野麗奈と若槻千夏が務めた。実況アナは馬場鉄志が担当し、ゴール前に発言した『世界のホースマンよ見てくれ! これが日本近代競馬の結晶だ!』は同年のFNSアナウンス大賞を受賞した。
- 騎乗した武豊はレース後、表彰式での勝利騎手インタビューで「三冠の重圧は相当なものだったでしょう」とねぎらわれると、「いやもう、今日負けちゃったら向こう正面から帰ろうと思ってました」と返して場内を沸かせた。

## テレビ・ラジオ実況
- 関西テレビ・フジテレビ（2社共同制作）
  - 実況：馬場鉄志（関西テレビアナウンサー）
  - 解説:大坪元雄・岡部幸雄（元JRA騎手）
  - 勝利ジョッキーインタビュー：岡安譲（関西テレビアナウンサー）
  - 京都競馬場特設スタジオ司会:宮川一朗太・福原直英（当時フジテレビアナウンサー）
  - アシスタント:水野麗奈・若槻千夏
  - ゲスト:杉本清・井崎脩五郎
  - ゲート前リポーター:細江純子（元JRA騎手）